# Wolfgang Leonhard
Pour les articles homonymes, voir Leonhard.
Wolfgang Leonhard, né Wladimir Leonhard le 16 avril 1921 à Vienne (Autriche) et mort le 17 août 2014  à Daun (Allemagne),, est un historien et écrivain allemand d'origine autrichienne, professeur, spécialiste de l'ancienne URSS et du système communiste. Il est l'auteur d'un récit autobiographique, best-seller en Allemagne en 1955, Un Enfant perdu de la Révolution.

## Biographie

### Premières années
Wolfgang Leonhard est le fils de l'écrivaine Susanne Leonhard (1895–1984), une amie intime de Karl Liebknecht et Rosa Luxemburg. Le premier mari de celle-ci, le dramaturge Rudolf Leonhard (1889–1953), a reconnu l'enfant, malgré le divorce du couple à cette époque, et le second mariage de la mère, selon le droit soviétique, avec Mieczysław Broński (1882–1938), ambassadeur soviétique à Vienne.
En 1931, Wolfgang Leonhard déménage avec sa mère à Berlin dans une colonie d'artistes de gauche (Künstlerkolonie Berlin) et  suit des études secondaires au lycée. La même année, il adhère aux Jeunes pionniers, l'organisation de jeunesse du KPD. En 1932 il est obligé de quitter la ville pour des raisons d'insécurité, trouvant refuge à Herrlingen. Lors de l'arrivée au pouvoir des nazis en 1933, Wolfgang Leonhard est mis à l'abri à Viggbyholm, près de Stockholm, en Suède. Sa mère demeure de façon illégale en Allemagne jusqu'en 1935.

### En URSS
Avec sa mère, ancienne spartakiste ayant quitté le KPD en 1925, il s'oppose au nazisme de 1933 à 1935, puis s’exile en juin 1935 en URSS, où il est formé dans les cours des cadres dirigeants de l’Internationale communiste jusqu'en 1943. Sa mère est arrêtée à Moscou en octobre 1936 et envoyée au goulag pour 12 ans. En URSS, Wolfgang Leonhard est formé pour aider à installer le socialisme stalinien dans le secteur soviétique de l'Allemagne vaincue, au début de la guerre froide. Puis il retourne de Moscou en Allemagne en 1945, où il devient membre du Groupe Ulbricht, ainsi nommé d'après le nom du premier président du Conseil d'État de la RDA, Walter Ulbricht.

### Fuite à l'Ouest
Désabusé, il devient ce qu'il appelle le « premier dissident » de la République démocratique allemande (RDA). De plus en plus révulsé par le stalinisme du régime, c’est finalement en mars 1949 qu’il quitte clandestinement l’Allemagne de l’Est. Il rejoint d’abord la Yougoslavie, puis en novembre 1950 l'Allemagne de l'Ouest. Il soutient les dissidents du bloc stalinien. Il démonte dans plusieurs ouvrages les mensonges et falsifications du stalinisme. Wolfgang Leonhard est un expert et connaisseur renommé de l'ancienne Union soviétique et du système communiste. Jusqu'en 1987, il enseigne plus de deux décennies à l'Université Yale sur ses années en Europe de l'Est. Auparavant, il avait travaillé à l'Université d'Oxford Oxford et à l'Université Columbia à New York. Leonard était fasciné par les politiques de réforme de Mikhaïl Gorbatchev. Son analyse est décrite dans le livre Die Reform entläßt ihre Väter - Der steinige Weg zum modernen Rußland, de 1994. Après l'effondrement de l'Union soviétique, Leonhard agit en tant qu'observateur des élections pour l'OSCE, dans plusieurs anciennes républiques soviétiques.
Son autobiographie, la Die Revolution entläßt ihre Kinder (1955), limitée aux années 1935-1949, a été publiée en français : Un Enfant perdu de la Révolution. Il y stigmatise par exemple le « fonctionnaire stalinien dur, glacé, exécutant inconditionnel de n’importe quelle directive, et qui, par sa longue appartenance à l’Appareil, avait perdu tout rapport avec quelque mouvement vivant de travailleurs, et avec l’idéal du socialisme et de la fraternité des peuples. »

## Publications
- Die Revolution entläßt ihre Kinder (1955), son autobiographie, publiée en français : Un Enfant perdu de la Révolution, France-Empire, 1983
- Nikita Sergueievicht Khroutchtchev, Ascension et chute d'un homme d'état soviétique, éditions Rencontre, Lausanne, 1965.
- Three Faces of Marxism (Les trois clivages du marxisme), Holt, Rinehart & Winston (New York), 1974, p. 26